# Ясьва
Ясьва́ (рос. Ясьва) — присілок у складі Красноуральського міського округу Свердловської області.
Населення — 19 осіб (2010, 28 у 2002).
Національний склад населення станом на 2002 рік: росіяни — 93 %.